# Aegerosphecia cyanea
Aegerosphecia cyanea is een vlinder uit de familie wespvlinders (Sesiidae), onderfamilie Sesiinae.
Aegerosphecia cyanea is voor het eerst wetenschappelijk beschreven door Hampson in 1919. De soort komt voor in het Oriëntaals gebied.